# 玉川台
玉川台（たまがわだい）は、東京都世田谷区の町名。現行行政地名は玉川台一丁目および二丁目。住居表示実施済区域。玉川地域に属する。

## 概要
東京都世田谷区の南部に位置する。全域が宅地化されている。世田谷区用賀・上用賀・瀬田と隣接する。
東京都都市整備局が2022年に発表した地震に対する総合危険度の町丁別評価では、玉川台一丁目・二丁目いずれも、5段階評価のうち相対的に最も安全とされる「レベル1」となった。

## 地価
住宅地の地価は、2024年（令和6年）7月1日の地価調査によれば、玉川台2-8-9の地点で78万8000円/m2となっている。

## 歴史
- 1971年（昭和46年） - 玉川用賀町の一部から分離、玉川台一丁目〜二丁目が新設。

### 地名の由来
候補となる地名がなかったが、立地と語呂の良さから高台を想起させる「台」を冠する瑞祥地名となった。

### 住居表示実施前後の町名の変遷
| 実施後       | 実施年月日   | 実施前（各町名ともその一部）                 |
| ------------ | ------------ | -------------------------------------------- |
| 玉川台一丁目 | 1971年9月1日 | 玉川瀬田町、玉川用賀町1の各一部              |
| 玉川台二丁目 | 1971年9月1日 | 玉川瀬田町、玉川用賀町1、玉川用賀町2の各一部 |

## 世帯数と人口
2025年（令和7年）1月1日現在（世田谷区発表）の世帯数と人口は以下の通りである。
| 丁目         | 世帯数    | 人口    |
| ------------ | --------- | ------- |
| 玉川台一丁目 | 1,231世帯 | 2,109人 |
| 玉川台二丁目 | 2,462世帯 | 4,423人 |
| 計           | 3,693世帯 | 6,532人 |

### 人口の変遷
国勢調査による人口の推移。
| 年                 | 人口  |
| ------------------ | ----- |
| 1995年（平成7年）  | 4,359 |
| 2000年（平成12年） | 4,644 |
| 2005年（平成17年） | 5,099 |
| 2010年（平成22年） | 5,654 |
| 2015年（平成27年） | 6,108 |
| 2020年（令和2年）  | 6,444 |

### 世帯数の変遷
国勢調査による世帯数の推移。
| 年                 | 世帯数 |
| ------------------ | ------ |
| 1995年（平成7年）  | 1,982  |
| 2000年（平成12年） | 2,260  |
| 2005年（平成17年） | 2,717  |
| 2010年（平成22年） | 2,953  |
| 2015年（平成27年） | 3,269  |
| 2020年（令和2年）  | 3,496  |

## 学区
区立小・中学校に通う場合、学区は以下の通りとなる（2024年8月現在）。
| 丁目         | 番地            | 小学校               | 中学校               |
| ------------ | --------------- | -------------------- | -------------------- |
| 玉川台一丁目 | 8～17番         | 世田谷区立桜町小学校 | 世田谷区立瀬田中学校 |
| 玉川台一丁目 | 1〜7番          | 世田谷区立瀬田小学校 | 世田谷区立瀬田中学校 |
| 玉川台二丁目 | 1～4番 7～16番  | 世田谷区立瀬田小学校 | 世田谷区立瀬田中学校 |
| 玉川台二丁目 | 5〜6番 17〜39番 | 世田谷区立京西小学校 | 世田谷区立用賀中学校 |

## 交通

### 鉄道
| 隣接する街区の駅                   |
| ---------------------------------- |
| 東急電鉄田園都市線 - 用賀駅(DT 06) |

鉄道駅は設置されていないが、用賀二丁目の用賀駅が最寄り駅となっている。
- エイトライナー ｰｰｰ 同地区を対象とした路線構想

### 道路
- 首都高速3号渋谷線 用賀出入口
- 国道246号
- 東京都道311号環状八号線
- 東京都道427号瀬田貫井線

## 事業所
2021年（令和3年）現在の経済センサス調査による事業所数と従業員数は以下の通りである。
| 丁目         | 事業所数  | 従業員数 |
| ------------ | --------- | -------- |
| 玉川台一丁目 | 80事業所  | 677人    |
| 玉川台二丁目 | 158事業所 | 1,781人  |
| 計           | 238事業所 | 2,458人  |

### 事業者数の変遷
経済センサスによる事業所数の推移。
| 年                 | 事業者数 |
| ------------------ | -------- |
| 2016年（平成28年） | 214      |
| 2021年（令和3年）  | 238      |

### 従業員数の変遷
経済センサスによる従業員数の推移。
| 年                 | 従業員数 |
| ------------------ | -------- |
| 2016年（平成28年） | 2,526    |
| 2021年（令和3年）  | 2,458    |

### 主な企業
- アイビィーカンパニー（一丁目5-2）

#### かつて事業所があった主な企業
- ジャガー東京 本社（～2021年、一丁目9-5）
- 枻出版社本社（1995年～2021年、二丁目13-2）
- 京セラ 東京中央研究所、東京用賀事業所（1984年～2011年、二丁目14-9）
- 京セラドキュメントソリューションズ  東京R&Dセンター（～2019年、二丁目14-9）
- 京セラドキュメントソリューションズジャパン 本社（2011年～2019年、二丁目14-9）
- 第二電電企画 本社（1984年～？、二丁目14-9）
- ピンクハウス 本社（1999年～2003年、二丁目32-1）
- 住友スリーエム本社（1974年～2013年、二丁目33-1。現：ニトリ環八用賀店）[15]

## 施設
- 玉川台区民センター（一丁目）
- 世田谷区立玉川台図書館（玉川台区民センター内）
- 世田谷瀬田郵便局（二丁目）
- 玉川消防署用賀出張所（一丁目）
- 玉川台二丁目五郎様の森緑地（二丁目）旧名称：世田谷区自然観察林[16]
- 公益社団法人世田谷区シルバー人材センター 用賀ワークプラザ（一丁目）
- 日本基督教団 用賀教会（二丁目）
- ニトリ環八用賀店（二丁目）
- イエローハット用賀店（一丁目）

## その他

### 日本郵便
- 郵便番号 : 158-0096[2]（集配局 : 玉川郵便局[17]）。